# Liste des reptiles d'Australie

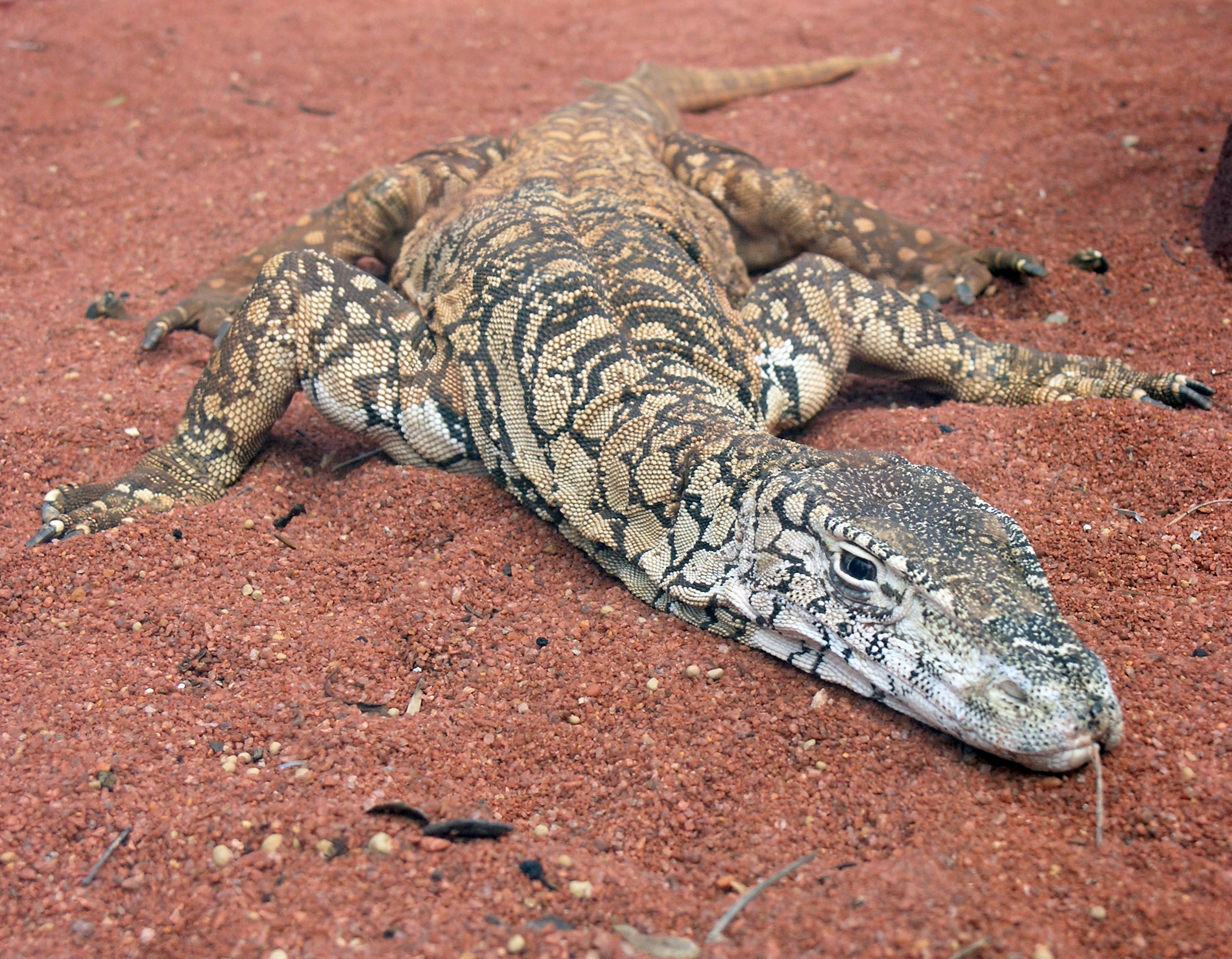
Le Varan Perenti (Varanus giganteus) est le plus grand lézard d'Australie.

Les reptiles non aviaires d’Australie sont un groupe d'animaux divers, éparpillés à travers tout le continent. 
Trois des quatre types de reptiles sont représentés : les Testudines, les Squamata et les Crocodilia. Le seul type manquant sont les Sphenodontia, contenant les tuataras, qui perpétuent en Nouvelle-Zélande. L'Australie compte plus de 860 espèces différentes, un grand nombre par rapport aux autres continents ; pour l'Amérique du Nord par exemple, le total est d'environ 280 espèces. 
Le groupe le plus spécifique étant les Squamata, les serpents et les lézards. Ils sont particulièrement regroupés dans les zones arides d'Australie, où d'autres animaux sont plus rares. L'herbe Spinifex leur permet de rester dans une zone qui est relativement fraîche et humide.
L'Australie possède une large variété de reptiles qui peuvent être dangereux pour les humains. Le plus grand reptile du monde, le Crocodile marin (Crocodylus porosus), est originaire des côtes au nord du continent.

## Familles des reptiles australiens
| Testudines – quatre familles |                        |                                                       |               |
| Famille                      | Noms                   | Exemple d'espèces                                     | Exemple photo |
| Cheloniidae                  | Tortues de mer         | Tortue verte (Chelonia mydas)                         |               |
| Dermochelyidae               | Tortue luth            | Tortue luth(Dermochelys coriacea)                     |               |
| Chelidae                     | Chelodina longcolis    | Chelodina longicollis(Chelodina longicollis)          |               |
| Carettochelyidae             | Tortue à nez de cochon | Tortue à nez de cochon(Carettochelys insculpta)       |               |
| Squamata – douze familles    |                        |                                                       |               |
| Famille                      | Noms                   | Exemple d'espèces                                     | Exemple Photo |
| Gekkonidae                   | Underwoodisaurus milii | Underwoodisaurus milii(Underwoodisaurus milii)        |               |
| Pygopodidae                  | Lialis burtonis        | Lialis burtonis (Lialis burtonis)                     |               |
| Agamidae                     | Pogona barbata         | Pogona barbata (Pogona barbata)                       |               |
| Varanidae                    | Varanus varius         | Varanus varius (Varanus varius)                       |               |
| Scincidae                    | Tiliqua occipitales    | Tiliqua occipitalis(Tiliqua occipitalis)              |               |
| Typhlopidae                  | Blind snakes           | Serpent aveugle de Woodland (Ramphotyphlops proximus) | -             |
| Pythonidae                   | Python vert            | Python vert (Morelia viridis)                         |               |
| Colubridae                   | Boiga irregularis      | Boiga irregularis(Boiga irregularis)                  |               |
| Elapidae                     | Vipère de la mort      | Vipère de la mort(Acanthophis antarcticus)            |               |
| Hydrophiidae                 | Serpents de mer        | - Serpents de mer                                     | -             |
| Laticaudidae                 | Laticaudia             | - Laticaudia                                          | -             |
| Acrochordidae                | Acrochordus arafuraer  | Acrochordus arafuraer(Acrochordus arafurae)           |               |
| Crocodilia – une famille     |                        |                                                       |               |
| Famille                      | Noms                   | Exemple d'espèce                                      | Exemple Photo |
| Crocodylidae                 | Crocodile de Johnston  | Crocodile de Johnston(Crocodylus johnstoni)           |               |

- Liste des reptiles de Tasmanie
- Liste des reptiles d'Australie occidentale
- Liste des dinosaures australiens et antarctiques
- Harold G. Cogger. Reptiles et amphibiens d'Australie. Sydney, AH et AW Reed. Édition révisée, 1983. (ISBN 0-589-50356-1) [1979 et éditions ultérieures]
- Harold G. Cogger. Reptiles et amphibiens d'Australie. Éditions CSIRO, Melbourne. Édition révisée 2014. (ISBN 9780643100350)